# جائزة التشيك الكبرى للدراجات النارية 2010
جائزة التشيك الكبرى للدراجات النارية 2010 هو سباق دراجات نارية أقيم بتاريخ 15 أغسطس 2010 في حلبة برنو. كان الجولة العاشرة من أصل 18 في سباق الجائزة الكبرى للدراجات النارية موسم 2010. فاز خورخي لورنزو بفئة الموتو جي بي بينما جاء داني بيدروسا في المركز الثاني وحصل على المركز الثالث كيسي ستونر. فاز بفئة الموتو 2 الإسباني توني إلياس.

## وصلات خارجية
- الموقع الرسمي